# Parafia św. Marka w Inali
Parafia św. Marka w Inali – parafia rzymskokatolicka, należąca do archidiecezji Brisbane.
Przy parafii funkcjonuje katolicka szkoła podstawowa św. Marka.